# 光岡知足
光岡 知足（みつおか ともたり、1930年（昭和5年）1月4日 - 2020年(令和2年) 12月29日）は、日本の農学博士・微生物学者である。

## 略歴
腸内フローラの系統的研究により「腸内細菌学」という新しい学問を世界に先駆けて樹立した同分野のパイオニアである。腸内フローラと宿主とのかかわりを提唱し、腸内環境のバランスがヒトの健康・病態を左右すると指摘した。また腸内フローラの研究から生まれた機能性食品の開発・評価に関する分野の業績も高く評価されている。
2007年5月17日、発酵乳、乳酸菌、腸内細菌などの研究で優れた研究業績を挙げた科学者に贈られる世界最高峰の国際賞のメチニコフ賞を受賞した。
東京大学農学部獣医学科卒業。同大学院博士課程修了。農学博士。理化学研究所主任研究員、ベルリン自由大学客員研究員、東京大学農学部教授、日本獣医畜産大学教授、日本ビフィズス菌センター理事長を経て現在、東京大学名誉教授、理化学研究所名誉研究員、日本獣医生命科学大学名誉博士、バイオジェニックス研究会会長。
日本農学賞・読売農学賞（1976年）、科学技術庁長官賞（1977年）、日本学士院賞（1988年）、安藤百福賞大賞（2003年）、国際酪農連盟・メチニコフ賞（2007年）などを受賞。

## 業績
光岡の腸内細菌の研究は1953年、東京大学農学部獣医学科大学院へ進学した時から始まる。同分野に関する研究そのものがまだ黎明期であり、多くの科学者達がヒト及び動物の腸内に棲む多種多様な細菌の培養を困難とし、腸内細菌の系統的研究が全く行われていなかった時代に、自ら考案した分離、培養、検索法を確立し、また実験装置を作製し次々と腸内細菌の新たな発見・分類・同定に成功した。混乱していた腸内細菌分類が、光岡の開発した分離・培養法によって同分野の分類体系を確立させた。さらに、ヒトおよび動物の腸内フローラの詳細な生態学的な解析を行い、腸内フローラの加齢現象の発見、ヒトの腸内フローラの個人差・日間変動の発見、ビフィズス菌の伝播・定着様式など、腸内フローラの生態学的法則を次々と発見した。
光岡の60年にも及ぶ研究生活によって腸内細菌学が樹立され、その研究を基に機能性食品（ヨーグルトやオリゴ糖、殺菌酸乳の長寿・保健効果など）の研究や開発が進んだ。光岡の発見は、当時としては受け入れがたいことが多かったが、仮説としてあげたものは今や定説となり、現在の常識になっているものが多い。よく耳にする「善玉菌」・「悪玉菌」という言葉の生みの親である。
1997年に提唱したバイオジェニックス理論も最近になってようやく注目され始めている。

## 生い立ち
三人きょうだいの三番目。兄、姉がいる。名前の「知足（ともたり）」は老子の言葉、「足るを知る」が由来である。「足るを知る者は貧しいといえども心は富んでいる、足るを知らぬ者は富めりといえども心は貧しい。」という名前を本人は気に入っている。幼少期は、絵を描いたり蝶の標本作り、工作、地図帳を作成するのが得意で、木炭ガス自動車が流行っていた時代には、アルコールランプを使った装置を一人で作成し木炭ガス発生実験に成功するなど探究心旺盛の子供だった。光岡が腸内細菌の研究を始めた時代は研究装置が全くなかったにもかかわらず、次々と新たな菌を発見し腸内細菌学を飛躍的に発展、樹立出来たのは、こうした彼の創意工夫をして物作りが好きな素質がその背景の一部にあった。

## 経歴
- 1942年、旧制成蹊高等学校尋常科に入学。
- 1944年、学徒動員で学校工場・海軍技術研究所で働く。
- 1945年、2月5日に父親が急性肺炎で死亡。
- 1946年、成蹊高校高等科理科一類へ進学。
- 1947年、理料二類へ転科。
- 1949年、東大受験不合格。柏中学校教諭を一年間務め、一年生の理科と英語を教える。
- 1950年、東京大学農学部畜産学科入学。
- 1953年、東京大学農学部獣医学科卒業。東京大学大学院生物系研究科獣医学専門課程修士課程入学。家畜細菌学教室に入室し、越智勇一教授の下で「腸内細菌の研究」を開始。BL寒天培地（ブドウ糖血液肝臓寒天）を開発し、自分の糞便をBL寒天で培養し、「大人の腸内にビフィズス菌が優勢に常在している」ことを発見。
- 1955年、東京大学大学院生物系研究科修士課程修了、農学修士。東京大学大学院生物系研究科博士課程入学。「ニワトリの腸内細菌叢に関する研究」を開始。Lactobacillus acidophilus と L. casei の混同を指摘。ビフィズス菌をLactobacillus 属より独立させ、Bifidobacterium属とすることを提案。ニワトリの腸内に嫌気性菌が最優勢フローラを構成していることを発見。
- 1958年、東京大学大学院生物系研究科博士課程修了、「ニワトリの腸内細菌叢に関する研究」により農学博士を取得。6月、理化学研究所生物学研究室に入所（理化学研究所所員）。ルーメン発酵生成物の化学分析法を習得。
- 1959年、ピアニスト愛子と結婚。
- 1960年、ルーメンフローラの培養のため、ハンゲートのロールチューブ法を導入。
- 1961年、「ニワトリの日齢に伴う腸内フローラの変動」を研究し、腸内フローラは7週齢頃はじめて完成することを発見し、「ヒトの腸内フローラの年代に伴う変化」の研究の基礎となる。
- 1963年、ブタの腸内フローラの構成と日齢に伴う推移を研究。
- 1964年、「ニワトリの日齢に伴う腸内フローラの変動」を Zbl.Bakteriol.に発表し、海外で大反響を呼ぶ。「腸内フローラの培養・検索法（光岡法）」を Zbl.Bakteriol.に発表。ドイツ留学（〜1966, ベルリン自由大学獣医学部食品衛生学研究室研究員）。ヒトと動物の腸管由来Bifidobacterium と Lactobacillus　の分類学的研究を行い、動物由来 Bifidobacterium がヒト由来とは異なった菌種として分類されることを発見。確固たる基礎を築き、精確に徹底的に追究していくドイツ的精神を習得。ヨーグルトの保健効果を体験。イギリス、東ドイツ、フランス、アメリカなどの一流学者と知己を得、国際交流に貢献。
- 1966年、国際Lactobacillus・Bifidobacterium 分類・命名委員会、国際グラム陰性嫌気性桿菌分類 ・命名委員会等の委員に推薦され、国際共同研究に参加。ドイツから帰国。理化学研究所復帰。多菌株接種・同定装置（12菌株, 144菌株, 270菌株）の開発。カルピスの保健効果の研究依頼を受け、腸内フローラの生態解明に着手。
- 1967年、理化学研究所副主任研究員。産学協同研究開始。ヒトと各種動物の腸内フローラの構成およびBifidobacterium とLactobacillus　の分類を解明。
- 1968年、無菌飼育装置を導入し、乳酸菌の腸内増殖・定着性を検討。「腸内フローラと宿主の関係（仮説）」を提唱。「プレート・イン・ボトル」を開発。
- 1970年、理化学研究所主任研究員。
- 1972年、殺菌酸乳の機能の研究を開始。ヒトの腸内フローラの個人差・日間変動・年齢差の発見。
- 1973年、乳児のBifidobacterium の菌種・菌型の伝播・定着様式の発見。
- 1974年、殺菌酸乳投与によるマウスの長寿効果と腸内ビフィズス菌増殖効果を発見。
- 1977年、ビフィズス菌の腸内増殖・定着が人乳・牛乳投与により成立することをマウスで発見。
- 1978年、新しい学問分野「腸内細菌学」を樹立。「腸内細菌の話」（岩波書店）を刊行。
- 1980年、カラーアトラス「腸内菌の世界」を刊行。機能性食品の機能と開発の研究を開始。
- 1982年、東京大学教授に就任（理化学研究所主任研究員を兼任, 〜1990）。フラクトオリゴ糖のビフィズス菌増殖効果を発見。機能性食品の機能の評価法を提唱。
- 1987年、理研国際フロンティアチームリーダー（〜1992）。
- 1990年、日本獣医畜産大学教授就任（〜1997）。
- 1997年、「バイオジェニックス」の提唱 。
- 1999年、財団法人日本ビフィズス菌センター理事長に就任（〜2004）。
- 2002年、「健康長寿のための食生活」（岩波書店）を刊行。
- 2008年、バイオジェニックス研究会会長に就任（〜現在）。
- 2015年、「大切なことはすべて腸内細菌から学んできた 〜人生を発酵させる生き方の哲学〜」（ハンカチーフ・ブックス）を刊行。

## 受賞歴
- 1976年、日本農学賞・読売農学賞（腸内菌叢の分類と生態に関する研究）
- 1977年、科学技術庁長官賞(腸内菌叢に関する研究)
- 1988年、日本学士院賞を受賞（腸内菌叢の系統的研究）
- 2001年、勲三等旭日中綬章[8][9]
- 2003年、安藤百福賞大賞を受賞
- 2007年、国際酪農連盟メチニコフ賞（新学問分野「腸内細菌学」の樹立と機能性食品の開発）

## 主な著書
総説
- 「腸内菌叢の研究における最近の進歩－とくに嫌気性菌を中心として－」『日本細菌学雑誌』第29巻第6号、日本細菌学会、1974年、773-788頁、doi:10.3412/jsb.29.773。
- 「乳酸菌の細菌学」『臨床検査』18巻、1974年、1163-1172頁。
- 「腸内菌叢とその意義」『臨床と細菌』2巻、1975年、197-239頁。
- 「腸内フローラの研究と機能性食品」『腸内細菌学雑誌』第15巻第2号、腸内細菌学会、2002年、57-89頁、doi:10.11209/jim1997.15.57。
- 「ヒトフローラ研究－現在と将来－」『腸内細菌学雑誌』第19巻第3号、腸内細菌学会、2005年、179-192頁、doi:10.11209/jim.19.179。
- 光岡知足編著『機能性食品－プロバイオティクス、プレバイオティクス、バイオジェニックス』 日本ビフィズス菌センター、2006年。
- 「腸内乳酸菌の生き残り戦略」『日本乳酸菌学会誌』第17巻第1号、日本乳酸菌学会、2006年、24-31頁、doi:10.4109/jslab.17.24。
- 「プロバイオティクスの歴史と進化」『日本乳酸菌学会誌』第22巻第1号、日本乳酸菌学会、2011年、26-37頁、doi:10.4109/jslab.22.26。
- 「腸内菌叢研究の歩み」『腸内細菌学雑誌』第25巻第2号、腸内細菌学会、2011年、113-124頁、doi:10.11209/jim.25.113。

著書
- 『腸内細菌の話』　岩波書店、1978年。
- 『腸内菌の世界－嫌気性菌の分類と同定－』　叢文社、1980年。
- 『腸内菌叢の分類と生態』　食生活研究会、1986年。
- 光岡知足編著　『腸内細菌学』　朝倉書店、1990年。
- 『健康長寿のための食生活』　岩波書店、2002年。
- 『人の健康は腸内細菌で決まる！』　技術評論社、2011年。
- 『腸を鍛える－腸内細菌と腸内フローラ』　祥伝社、2015年。
- 『大切なことはすべて腸内細菌から学んできた 〜人生を発酵させる生き方の哲学〜』　ハンカチーフ・ブックス、2015年。

自伝
- 光岡知足「ビフィズス菌との出会い」『日本醸造協会誌』第84巻第4号、日本醸造協会、1989年、247頁、doi:10.6013/jbrewsocjapan1988.84.247。
- 光岡知足「若き日の回想～創造の喜び～」『腸内細菌学雑誌』第26巻第4号、腸内細菌学会、2012年、211-222頁、doi:10.11209/jim.26.211。